# TJ Šerkovice
TJ Šerkovice (celým názvem: Tělovýchovná jednota Šerkovice) byl český klub ledního hokeje, který sídlil v obci Šerkovice v Jihomoravském kraji. V letech 2014–2016 působil v Blanenském okresním přeboru, páté české nejvyšší soutěži ledního hokeje. Zanikl v roce 2016 po odhlášení z okresního přeboru.
Své domácí zápasy odehrával v Boskovicích na tamějším zimním stadion s kapacitou 500 diváků.

## Přehled ligové účasti
Stručný přehled
Zdroj: 
- 2008–2010: Žďárský okresní přebor (5. ligová úroveň v České republice)
- 2010–2011: Žďárský okresní přebor – sk. A (5. ligová úroveň v České republice)
- 2011–2013: Žďárský okresní přebor (5. ligová úroveň v České republice)
- 2013–2014: Krajská soutěž Vysočiny (5. ligová úroveň v České republice)
- 2014–2016: Blanenský okresní přebor (5. ligová úroveň v České republice)

Jednotlivé ročníky
Zdroj: 
Legenda: ZČ - základní část, červené podbarvení - sestup, zelené podbarvení - postup, fialové podbarvení - reorganizace, změna skupiny či soutěže
| Česko (2008 – 2016) |                                |           |           |                                       |               |
| Sezóny              | Soutěž                         | Úroveň    | ZČ        | Play-off, nadstavba, sk. o udržení... | Poznámky      |
| 2008/09             | Žďárský okresní přebor         | 5. úroveň | 7. místo  |                                       | [ 6 ]         |
| 2009/10             | Žďárský okresní přebor         | 5. úroveň | 9. místo  |                                       | Reorganizace  |
| 2010/11             | Žďárský okresní přebor – sk. A | 5. úroveň | 2. místo  |                                       | Reorganizace  |
| 2011/12             | Žďárský okresní přebor         | 5. úroveň | 9. místo  |                                       | [ 6 ]         |
| 2012/13             | Žďárský okresní přebor         | 5. úroveň | 8. místo  |                                       | Změna soutěže |
| 2013/14             | Krajská soutěž Vysočiny        | 5. úroveň | 10. místo |                                       | Změna soutěže |
| 2014/15             | Blanenský okresní přebor       | 5. úroveň | 6. místo  |                                       | [ 8 ]         |
| 2015/16             | Blanenský okresní přebor       | 5. úroveň | 6. místo  |                                       | [ 9 ]         |